# La expulsión de los mercaderes (El Greco, Washington)
La expulsión de los mercaderes o La purificación del Templo es una pintura de Doménikos Theotocópuli —el Greco— seguramente realizado durante su primera estancia en Venecia.Esta obra encabeza una serie de siete sobre esta temática y —según Harold Wethey— es una de las primeras obras realmente seguras del artista.

## Introducción
La Expulsión de los mercaderes del Templo es un episodio de la vida de Jesús, narrado en los cuatro Evangelios canónicos: Mt. 21:12; Mr 11:15-17; Lc. 19:45-46 y Jn. 2:13-17. Relata cómo Jesús expulsó del Templo de Jerusalén a los cambistas y comerciantes, que vendían animales para sacrificios rituales.
Este episodio fue muy poco representado en la Edad Media, ya que un Cristo iracundo no encajaba con la idea tradicional del Salvador. Durante la Contrarreforma, nunca fue muy popular y —por ello—  las siete obras realizadas por el Greco constituyen una rareza.Son muy interesantes dentro de su corpus pictórico, ya que mantuvo el mismo esquema general en todas las ocasiones, lo que permite estudiar su evolución artística. 

## Análisis de la obra

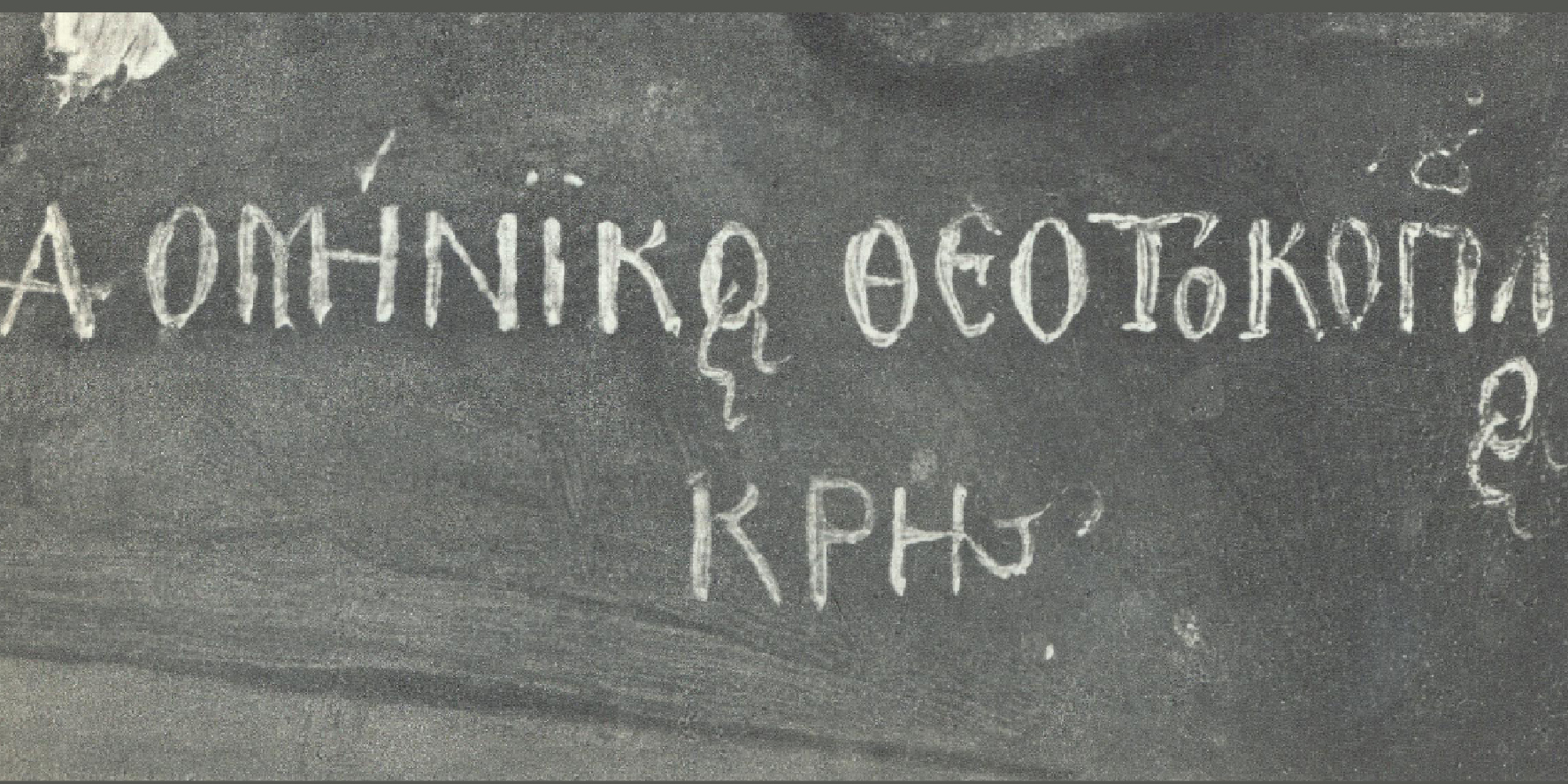
Firma del Greco en esta obra.

### Datos técnicos y registrales
- Washington, Galería Nacional de Arte de Washington (colección Samuel Henry Kress);[6]
- Pintura al óleo sobre tabla;
- Dimensiones: 65.4 x 83.2 cm;
- Firmado con letras griegas mayúsculas, en el escalón inferior izquierdo: ΔΟΜΗΝΙΚΟΣ ΘΕΟΤΟΚΟΠΟΥΛΟΣ KΡΗΣ;[7]
- Datación: 1560-1665, según Wethey. Según Fernando Marías, estaría pintada al poco de su llegada a Roma, hacia 1571;[8]
- Consta en el catálogo de Wethey con el n º. 104, y con la referencia 10-a en el de Tiziana Frati.[9]

### Descripción de la obra
En esta primera versión, el Greco adoptó un color y una construcción espacial propios de la escuela veneciana, integrando elementos de diverso origen, como si quisiera demostrar todo lo aprendido:
Proceden de Tintoretto —especialmente de La última cena, en la Chiesa di San Simeone Profeta (Venezia)— la estructura asimétrica de la composición, el punto de fuga  lateral, el dramatismo de la escena y los dos personajes espectrales en la sala del fondo. La mujer tumbada, detrás de la vendedora de palomas, está inspirada en la doncella tendida en el ángulo inferior derecho de La bacanal de los andrios, de Tiziano. Provienen de Rafael Sanzio la mujer que camina llevando al niño, y los nichos con Apolo y Atenea, derivados de La escuela de Atenas. El hombre sentado en el centro tiene ecos de Miguel Ángel, mientras que otros aspectos de la obra remiten al Veronés o a Jacopo Bassano.
La pintura está aplicada mediante impasto, propio de las primeras obras del Greco, cuya inexperiencia es evidente en la poca relación entre el ropaje y los cuerpos a los que pertenece, así como en la falta de claridad entre los colores. Aunque la ambientación arquitectónica está resuelta con seguridad y precisión esta obra muestra un artista inmaduro, hábil en el manejo de la perspectiva, pero incapaz de insertar con claridad a los personajes en la composición. Hay algunas figuras magníficas, pero mal integradas en el escenario. El grupo central está apretado y demasiado trabajado, mientras que el de la izquierda resulta abigarrado y amorfo. El joven que vuelve la cabeza llevándose la mano al pecho, muestra un ademán ya típicamente grequiano. Resulta incongruente la profusión de animalitos —como los conejos husmeando unas monedas— en una composición pretendidamente monumental.
Según Gudiol: «el grupo compacto de hombres y mujeres semi-desnudos, más parecen escapados de una bacanal de Tiziano que pacíficos vendedores de pichones, conejos y pollos...» Son muy pocos los detalles de sensualidad femenina en la obra pictórica del Greco, siendo la presente tabla y la posterior La expulsión de los mercaderes (Minneapolis) dos de sus pocas obras con aspectos de voluptuosidad femenina. En su etapa italiana, el Greco se dejó seducir por las opulencias carnales y las cabelleras rubias, frecuentes en Tiziano, Tintoretto y el Veronés. En su posterior etapa española, fue abandonando estos modelos por otros, progresivamente más ascéticos o más espirituales.

## Procedencia
- Posiblemente provenga de la colección del Marqués de Salamanca, Madrid;
- Sir John Charles Robinson [1824-1913], Londres;
- Venta en el Hotel Drouot, París, 7-8 de mayo de 1868, (1.er día, n º. 25);
- Sir Francis Cook, [1817-1901], Doughty House, Richmond, Surrey;
- Por herencia, a su hijo, sir Frederick Lucas Cook, [1844-1920], Doughty House;
- Por herencia, a su hijo, sir Herbert Frederick Cook [1868-1939], Doughty House;
- Por herencia, a su hijo, sir Francis Ferdinand Maurice Cook, [1907-1978], Doughty House y Cothay Manor, Somerset;
- Vendido en mayo o junio de 1955 en Margaret Drey, Londres;
- Rosenberg & Stiebel, Nueva York;
- Vendido el 17 de octubre de 1955 a la Fundación Samuel H. Kress, Nueva York;
- Donación en 1957 a la National Gallery de Washington.[7]